# 1977–1978-as magyar jégkorongbajnokság
A 41. első osztályú jégkorongbajnokságban négy csapat indult el. A mérkőzéseket 1977. november 10. és 1978. február 20. között a Kisstadionban, a Székesfehérvári jégpályán, a Megyeri úti jégpályán valamint a Millenárison rendezték meg.
A rájátszásban egy Ferencváros - Újpesti Dózsa (6-3) találkozót Dunaújvárosban, egy Székesfehérvári Volán - BVSC (8-5) meccset pedig Jászberényben játszottak le.

## Az alapszakasz végeredménye
|    | Csapat                | M  | GY | D | V | GK     | Pont |
| -- | --------------------- | -- | -- | - | - | ------ | ---- |
| 1. | Ferencváros           | 18 | 14 | 2 | 2 | 107-58 | 30   |
| 2. | Újpest Dózsa          | 18 | 10 | 3 | 5 | 84-65  | 23   |
| 3. | Székesfehérvári Volán | 18 | 6  | 3 | 9 | 71-101 | 15   |
| 4. | BVSC                  | 18 | 2  | 0 | 6 | 49-87  | 4    |

## A rájátszás végeredménye
Megjegyzés: A csapatok a rájátszásba az alapszakaszban megszerzett pontjaik felét vitték magukkal.
|    | Csapat                | Pont |
| -- | --------------------- | ---- |
| 1. | Ferencváros           | 19   |
| 2. | Újpest Dózsa          | 13,5 |
| 3. | Székesfehérvári Volán | 9,5  |
| 4. | BVSC                  | 6    |

## A bajnokság végeredménye
1. Ferencvárosi TC

2. Újpest Dózsa

3. Székesfehérvári Volán SC

4. BVSC

## A Ferencváros bajnokcsapata
Balogh Tibor, Deák Miklós, Enyedi Ferenc, Farkas András, Farkas Gábor, Fekete István, Földváry László, Galambos Béla, Hajzer János, Hajzer Tibor, Havrán Péter, Kereszty Ádám, Kovács Antal, Mészöly András, Muhr Albert, Póth János, Rasztovszky László, Schilling Péter, Szabó Gábor, Treplán Béla, Zölei János
Edző: Rajkai László

## A bajnokság különdíjasai
- Az évad legjobb ifjúsági korú játékosa (Leveles Kupa): Zölei János (Ferencváros)